# Cantuaria orepukiensis
Cantuaria orepukiensis là một loài nhện trong họ Idiopidae.
Loài này thuộc chi Cantuaria. Cantuaria orepukiensis được Raymond Robert Forster miêu tả năm 1968.